# Liste des champions du monde poids super-légers de boxe anglaise
Liste des champions du monde de boxe poids super-légers reconnus par les organisations suivantes :
- la WBA[2] (World Boxing Association), fondée en 1921 et succédant à la NBA (National Boxing Association) en 1962 ;
- la WBC[3] (World Boxing Council), fondée en 1963 ;
- l'IBF[4] (International Boxing Federation), fondée en 1983 ;
- la WBO[5] (World Boxing Organization), fondée en 1988.

Avant 1921, les champions du monde étaient reconnus en tant que tel par le public sans qu’il n’y ait d’organisme particulier pour gérer l’attribution de ce titre.
Mise à jour : 7 août 2025
| Gain du titre | Perte du titre     | Champion             | Champion               | Reconnaissance                | Défenses |
| --- | ------------------ | -------------------- | ---------------------- | ----------------------------- | -------- |
| 15 novembre 1922 | 27 mars 1925       | Pinky Mitchell       | États-Unis             | Unanime                       | 3        |
| 27 mars 1925 | 1926               | James Red Herring    | États-Unis             | NBA                           | 1        |
| 21 septembre 1926 | 18 février 1930    | Mushy Callahan       | États-Unis             | NBA                           | 3        |
| 18 février 1930 | 24 avril 1931      | Jack Kid Berg        | Royaume-Uni            | NBA                           | 6        |
| 24 avril 1931 | 18 janvier 1932    | Tony Canzoneri       | États-Unis             | Unanime                       | 3        |
| 18 janvier 1932 | 20 février 1933    | Johnny Jadick        | États-Unis             | Unanime                       | 1        |
| 20 février 1933 | 21 mai 1933        | Battling Shaw        | Mexique                | Unanime                       | 0        |
| 21 mai 1933 | 23 juin 1933       | Tony Canzoneri       | États-Unis             | Unanime                       | 0        |
| 23 juin 1933 | 9 avril 1935       | Barney Ross          | États-Unis             | Unanime                       | 10       |
| Barney Ross, également champion du monde en poids légers et poids welters, laisse son titre vacant après une 10e défense victorieuse contre Henry Woods le 9 avril 1935.                                      |                    |                      |                        |                               |          |
| 29 avril 1946 | 1946               | Tippy Larkin         | États-Unis             | Unanime                       | 1        |
| Larkin laisse son titre vacant. Il n’aura défendu qu’une seule fois sa ceinture en battant aux points Willie Joyce le 13 septembre 1946.                                                                      |                    |                      |                        |                               |          |
| 12 juin 1959 | 1er septembre 1960 | Carlos Ortiz         | Porto Rico             | Unanime                       | 2        |
| 1er septembre 1960 | 14 septembre 1962  | Duilio Loi           | Italie                 | Unanime                       | 2        |
| 14 septembre 1962 | 15 décembre 1962   | Eddie Perkins        | États-Unis             | Unanime (WBA)                 | 0        |
| 15 décembre 1962 | Janvier 1963       | Duilio Loi           | Italie                 | Unanime (WBA)                 | 0        |
| Duilio Loi annonce sa retraite sportive en janvier 1963 et laisse son titre WBA vacant. |                    |                      |                        |                               |          |
| 21 mars 1963 | 15 juin 1963       | Roberto Cruz         | Philippines            | Unanime (WBA)                 | 0        |
| 15 juin 1963 | 18 janvier 1965    | Eddie Perkins        | États-Unis             | Unanime (WBA & WBC)           | 2        |
| 18 janvier 1965 | 29 avril 1966      | Carlos Hernandez     | Venezuela              | Unanime (WBA & WBC)           | 2        |
| 29 avril 1966 | 30 avril 1967      | Sandro Lopopolo      | Italie                 | Unanime (WBA & WBC)           | 1        |
| 30 avril 1967 | 1968               | Takeshi Fuji         | États-Unis             | Unanime (WBA & WBC)           | 1        |
| Fuji laisse son titre WBC vacant et perd sa ceinture WBA le 12 décembre 1968 face à Nicolino Locche. |                    |                      |                        |                               |          |
| 12 décembre 1968 | 10 mars 1972       | Nicolino Locche      | Argentine              | WBA                           | 5        |
| 14 décembre 1968 | 31 janvier 1970    | Pedro Adigue Jr.     | Philippines            | WBC                           | 0        |
| 31 janvier 1970 | 14 février 1974    | Bruno Arcari         | Italie                 | WBC                           | 9        |
| Arcari laisse son titre WBC vacant pour combattre en poids welters. |                    |                      |                        |                               |          |
| 10 mars 1972 | 28 octobre 1972    | Alfonso Frazer       | Panama                 | WBA                           | 0        |
| 28 octobre 1972 | 6 mars 1976        | Antonio Cervantes    | Colombie               | WBA                           | 10       |
| 21 septembre 1974 | 15 juillet 1975    | Perico Fernandez     | Espagne                | WBC                           | 1        |
| 15 juillet 1975 | 30 juin 1976       | Saensak Muangsurin   | Thaïlande              | WBC                           | 1        |
| 6 mars 1976 | 1977               | Wilfred Benitez      | Porto Rico             | WBA                           | 2        |
| Benitez est destitué par la WBA. |                    |                      |                        |                               |          |
| 30 juin 1976 | 29 octobre 1976    | Miguel Velasquez     | Espagne                | WBC                           | 0        |
| 29 octobre 1976 | 30 décembre 1978   | Saensak Muangsurin   | Thaïlande              | WBC                           | 7        |
| 25 juin 1977 | 2 août 1980        | Antonio Cervantes    | Colombie               | WBA                           | 6        |
| 30 décembre 1978 | 23 février 1980    | Sang-Hyun Kim        | Corée du Sud           | WBC                           | 2        |
| 23 février 1980 | 26 juin 1982       | Saoul Mamby          | États-Unis             | WBC                           | 5        |
| 2 août 1980 | 9 septembre 1983   | Aaron Pryor          | États-Unis             | WBA                           | 8        |
| Pryor annonce sa retraite après une 8e défense victorieuse face à Alexis Arguello le 9 septembre 1983. Il réussira son retour l'année suivante en décrochant la ceinture IBF.                                 |                    |                      |                        |                               |          |
| 26 juin 1982 | 18 mai 1983        | Leroy Haley          | États-Unis             | WBC                           | 2        |
| 18 mai 1983 | 29 janvier 1984    | Bruce Curry          | États-Unis             | WBC                           | 2        |
| 22 janvier 1984 | 1er juin 1984      | Johnny Bumphus       | États-Unis             | WBA                           | 0        |
| 29 janvier 1984 | 21 août 1985       | Billy Costello       | États-Unis             | WBC                           | 3        |
| 1er juin 1984 | 21 juillet 1985    | Gene Hatcher         | États-Unis             | WBA                           | 1        |
| 22 juin 1984 | 1985               | Aaron Pryor          | États-Unis             | IBF                           | 1        |
| Pryor est destitué par l'IBF. |                    |                      |                        |                               |          |
| 21 juillet 1985 | 15 mars 1986       | Ubaldo Nestor Sacco  | Argentine              | WBA                           | 0        |
| 21 août 1985 | 5 mai 1986         | Lonnie Smith         | États-Unis             | WBC                           | 0        |
| 15 mars 1986 | 4 juillet 1987     | Patrizio Oliva       | Italie                 | WBA                           | 2        |
| 26 avril 1986 | 30 octobre 1986    | Gary Hinton          | États-Unis             | IBF                           | 0        |
| 5 mai 1986 | 24 juillet 1986    | Rene Arredondo       | Mexique                | WBC                           | 0        |
| 24 juillet 1986 | 22 juillet 1987    | Tsuyoshi Hamada      | Japon                  | WBC                           | 1        |
| 30 octobre 1986 | 4 mars 1987        | Joe Manley           | États-Unis             | IBF                           | 0        |
| 4 mars 1987 | Décembre 1987      | Terry Marsh          | Royaume-Uni            | IBF                           | 1        |
| Marsh annonce sa retraite et laisse son titre IBF vacant. |                    |                      |                        |                               |          |
| 4 juillet 1987 | 17 août 1990       | Juan Martin Coggi    | Argentine              | WBA                           | 4        |
| 22 juillet 1987 | 12 novembre 1987   | Rene Arredondo       | Mexique                | WBC                           | 0        |
| 12 novembre 1987 | 13 mai 1989        | Roger Mayweather     | États-Unis             | WBC                           | 4        |
| 14 février 1988 | 3 septembre 1988   | James McGirt         | États-Unis             | IBF                           | 1        |
| 3 septembre 1988 | 17 mars 1990       | Meldrick Taylor      | États-Unis             | IBF                           | 2        |
| 6 mars 1989 | 23 février 1991    | Héctor Camacho       | Porto Rico             | WBO                           | 2        |
| 13 mai 1989 | 17 mars 1990       | Julio César Chávez   | Mexique                | WBC                           | 3        |
| 17 mars 1990 | 18 mars 1991       | Julio César Chávez   | Mexique                | WBC & IBF                     | 3        |
| Chávez renonce à défendre sa ceinture IBF. |                    |                      |                        |                               |          |
| 17 août 1990 | 14 juin 1991       | Loreto Garza         | États-Unis             | WBA                           | 1        |
| 23 février 1991 | 18 mai 1991        | Greg Haugen          | États-Unis             | WBO                           | 0        |
| 18 mars 1991 | 29 janvier 1994    | Julio César Chávez   | Mexique                | WBC                           | 8        |
| 18 mai 1991 | 1991               | Héctor Camacho       | Porto Rico             | WBO                           | 0        |
| Camacho laisse son titre WBO vacant pour affronter Julio César Chávez, ceinture WBC en jeu. Il sera battu le 12 septembre 1992 (défaite aux points).                                                          |                    |                      |                        |                               |          |
| 14 juin 1991 | 10 avril 1992      | Edwin Rosario        | Porto Rico             | WBA                           | 0        |
| 7 décembre 1991 | 18 juillet 1992    | Rafael Pineda        | Colombie               | IBF                           | 1        |
| 10 avril 1992 | 9 septembre 1992   | Akinobu Hiranaka     | Japon                  | WBA                           | 0        |
| 29 juin 1992 | 7 juin 1993        | Carlos Gonzalez      | Mexique                | WBO                           | 3        |
| 18 juillet 1992 | 1992               | Pernell Whitaker     | États-Unis             | IBF                           | 0        |
| Whitaker laisse son titre IBF vacant et devient champion du monde poids welters WBC le 6 mars 1993 en battant James McGirt.                                                                                   |                    |                      |                        |                               |          |
| 9 septembre 1992 | 12 janvier 1993    | Morris East          | Philippines            | WBA                           | 0        |
| 12 janvier 1993 | 17 septembre 1994  | Juan Martin Coggi    | Argentine              | WBA                           | 6        |
| 15 mai 1993 | 13 février 1994    | Charles Murray       | États-Unis             | IBF                           | 2        |
| 7 juin 1993 | 27 juillet 1994    | Zack Padilla         | États-Unis             | WBO                           | 4        |
| Padilla annonce sa retraite et laisse son titre WBO vacant. |                    |                      |                        |                               |          |
| 29 janvier 1994 | 7 mai 1994         | Frankie Randall      | États-Unis             | WBC                           | 0        |
| 13 février 1994 | 28 janvier 1995    | Jake Rodriguez       | Porto Rico             | IBF                           | 2        |
| 7 mai 1994 | 7 juin 1996        | Julio César Chávez   | Mexique                | WBC                           | 4        |
| 17 septembre 1994 | 13 janvier 1996    | Frankie Randall      | États-Unis             | WBA                           | 2        |
| 28 janvier 1995 | 31 mai 1997        | Kostya Tszyu         | Australie              | IBF                           | 5        |
| 20 février 1995 | 9 mars 1996        | Sammy Fuentes        | Porto Rico             | WBO                           | 1        |
| 13 janvier 1996 | 16 août 1996       | Juan Martin Coggi    | Argentine              | WBA                           | 0        |
| 9 mars 1996 | 29 mai 1998        | Giovanni Parisi      | Italie                 | WBO                           | 5        |
| 7 juin 1996 | 1997               | Oscar de la Hoya     | États-Unis             | WBC                           | 1        |
| De la Hoya renonce à sa ceinture pour affronter et battre le 12 avril 1997 Pernell Whitaker (devenant ainsi champion WBC des poids welters).                                                                  |                    |                      |                        |                               |          |
| 16 août 1996 | 11 janvier 1997    | Frankie Randall      | États-Unis             | WBA                           | 0        |
| 11 janvier 1997 | 10 octobre 1998    | Khalid Rahilou       | France                 | WBA                           | 2        |
| 31 mai 1997 | 20 février 1999    | Vince Phillips       | États-Unis             | IBF                           | 3        |
| 29 mai 1998 | 15 mai 1999        | Carlos Gonzalez      | Mexique                | WBO                           | 0        |
| 10 octobre 1998 | 3 février 2001     | Sharmba Mitchell     | États-Unis             | WBA                           | 4        |
| 20 février 1999 | 2000               | Terron Millett       | États-Unis             | IBF                           | 1        |
| Millet est destitué en raison d'une longue période de blessures. Il sera battu par Zab Judah le 5 août 2000 dans sa tentative de reconquête du titre IBF.                                                     |                    |                      |                        |                               |          |
| 15 mai 1999 | 22 juillet 2000    | Randall Bailey       | États-Unis             | WBO                           | 2        |
| 21 août 1999 | 3 février 2001     | Kostya Tszyu         | Australie              | WBC                           | 3        |
| 12 février 2000 | 3 novembre 2001    | Zab Judah            | États-Unis             | IBF                           | 5        |
| 22 juillet 2000 | 2001               | Ener Julio           | Colombie               | WBO                           | 0        |
| Julio est destitué par la WBO en 2001 puis sera battu par le nouveau champion DeMarcus Corley le 19 janvier 2002.                                                                                             |                    |                      |                        |                               |          |
| 3 février 2001 | 3 novembre 2001    | Kostya Tszyu         | Australie              | WBA & WBC                     | 2        |
| 30 juin 2001 | 12 juillet 2003    | DeMarcus Corley      | États-Unis             | WBO                           | 2        |
| 3 novembre 2001 | 19 janvier 2003    | Kostya Tszyu         | Australie              | WBA, WBC & IBF                | 2        |
| Tszyu laisse ses ceintures WBA & WBC vacantes. |                    |                      |                        |                               |          |
| 19 janvier 2003 | 4 juin 2005        | Kostya Tszyu         | Australie              | IBF                           | 1        |
| 12 juillet 2003 | 25 juin 2005       | Vivian Harris        | Guyana                 | WBA                           | 2        |
| 12 juillet 2003 | 2004               | Zab Judah            | États-Unis             | WBO                           | 1        |
| Zab Judah laisse son titre WBO vacant pour affronter Cory Spinks, champion unifié des welters. Il sera battu aux points le 10 avril 2004.                                                                     |                    |                      |                        |                               |          |
| 24 janvier 2004 | 25 juin 2005       | Arturo Gatti         | Canada                 | WBC                           | 2        |
| 11 septembre 2004 | 2006               | Miguel Angel Cotto   | Porto Rico             | WBO                           | 6        |
| Cotto laisse son titre WBO vacant pour boxer en welters. Il deviendra champion WBA de cette catégorie le 2 décembre 2006 en battant à la 5e reprise Carlos Quintana.                                          |                    |                      |                        |                               |          |
| 4 juin 2005 | 26 novembre 2005   | Ricky Hatton         | Royaume-Uni            | IBF                           | 1        |
| 25 juin 2005 | 2006               | Floyd Mayweather Jr. | États-Unis             | WBC                           | 0        |
| Mayweather laisse son titre WBC vacant. |                    |                      |                        |                               |          |
| 25 juin 2005 | 26 novembre 2005   | Carlos Maussa        | Colombie               | WBA                           | 0        |
| 26 novembre 2005 | 2006               | Ricky Hatton         | Royaume-Uni            | WBA & IBF                     | 0        |
| Hatton laisse ses titres vacants. Il sera champion WBA des poids welters le 13 mai 2006 en battant aux points Luis Collazo.                                                                                   |                    |                      |                        |                               |          |
| 30 juin 2006 | 20 janvier 2007    | Juan Urango          | Colombie               | IBF                           | 0        |
| 2 septembre 2006 | 21 juillet 2007    | Souleymane M'Baye    | France                 | WBA                           | 1        |
| 15 septembre 2006 | 10 mai 2008        | Junior Witter        | Royaume-Uni            | WBC                           | 2        |
| 18 novembre 2006 | 5 juillet 2008     | Ricardo Torres       | Colombie               | WBO                           | 2        |
| 20 janvier 2007 | 9 février 2007     | Ricky Hatton         | Royaume-Uni            | IBF                           | 0        |
| Hatton est destitué par l'IBF pour avoir préféré affronter Jose Luis Castillo plutôt que son challengeur Lovemore N'dou.                                                                                      |                    |                      |                        |                               |          |
| 12 février 2007 | 16 juin 2007       | Lovemore Ndou        | Australie              | IBF                           | 0        |
| 16 juin 2007 | 19 septembre 2008  | Paul Malignaggi      | États-Unis             | IBF                           | 2        |
| Malignaggi laisse sa ceinture IBF vacante. |                    |                      |                        |                               |          |
| 21 juillet 2007 | 22 mars 2008       | Gavin Rees           | Royaume-Uni            | WBA                           | 0        |
| 22 mars 2008 | 18 juillet 2009    | Andriy Kotelnik      | Ukraine                | WBA                           | 2        |
| 10 mai 2008 | 4 avril 2009       | Timothy Bradley      | États-Unis             | WBC                           | 2        |
| 5 juillet 2008 | 4 avril 2009       | Kendall Holt         | États-Unis             | WBO                           | 1        |
| 30 janvier 2009 | 6 mars 2010        | Juan Urango          | Colombie               | IBF                           | 1        |
| 4 avril 2009 | 28 avril 2009      | Timothy Bradley      | États-Unis             | WBC & WBO                     | 0        |
| Bradley est destitué par la WBC le 28 avril 2009 pour avoir préféré défendre sa ceinture WBO contre Nate Campbell plutôt que d'affronter son challengeur officiel Devon Alexander.                            |                    |                      |                        |                               |          |
| 28 avril 2009 | 29 janvier 2011    | Timothy Bradley      | États-Unis             | WBO                           | 3        |
| 18 juillet 2009 | 23 juillet 2011    | Amir Khan            | Royaume-Uni            | WBA                           | 5        |
| 1er août 2009 | 6 mars 2010        | Devon Alexander      | États-Unis             | WBC                           | 1        |
| 6 mars 2010 | 2010               | Devon Alexander      | États-Unis             | WBC & IBF                     | 1        |
| Alexander est destitué par l'IBF. |                    |                      |                        |                               |          |
| 2010 | 29 janvier 2011    | Devon Alexander      | États-Unis             | WBC                           | 0        |
| 29 janvier 2011 | Juillet 2011       | Timothy Bradley      | États-Unis             | WBC & WBO                     | 0        |
| En juillet 2011, la WBC déclare Bradley champion en repos ce qui autorise la tenue d'un nouveau combat de championnat du monde dont Erik Morales sort vainqueur le 17 septembre 2011 face à Pablo Cesar Cano. |                    |                      |                        |                               |          |
| Juillet 2011 | Juin 2012          | Timothy Bradley      | États-Unis             | WBO                           | 1        |
| Bradley laisse son titre WBO vacant. |                    |                      |                        |                               |          |
| 5 mars 2011 | 23 juillet 2011    | Zab Judah            | États-Unis             | IBF                           | 0        |
| 23 juillet 2011 | 11 décembre 2011   | Amir Khan            | Royaume-Uni            | WBA & IBF                     | 0        |
| Bien que battu par Lamont Peterson le 11 décembre 2011, Khan ne cède que sa ceinture IBF. La WBA réattribue au britannique sa ceinture après le contrôle antidopage positif de l'américain.                   |                    |                      |                        |                               |          |
| 17 septembre 2011 | 23 mars 2012       | Erik Morales         | Mexique                | WBC                           | 0        |
| Morales est destitué le 23 mars 2012 pour ne pas avoir respecté la limite de poids autorisée à la veille de son combat contre Danny Garcia (combat qui a tout de même lieu et qu'il perd aux points).         |                    |                      |                        |                               |          |
| 11 décembre 2011 | 11 avril 2015      | Lamont Peterson      | États-Unis             | IBF                           | 3        |
| Peterson est destitué par l'IBF le 11 avril 2015. |                    |                      |                        |                               |          |
| 11 décembre 2011 | 14 juillet 2012    | Amir Khan            | Royaume-Uni            | WBA                           | 0        |
| 24 mars 2012 | 14 juillet 2012    | Danny Garcia         | États-Unis             | WBC                           | 1        |
| 14 juillet 2012 | 2015               | Danny Garcia         | États-Unis             | WBA & WBC                     | 4        |
| Garcia laisse ses titres WBA & WBC vacants en juin et septembre 2015. |                    |                      |                        |                               |          |
| 19 octobre 2013 | 14 juin 2014       | Ruslan Provodnikov   | Russie                 | WBO                           | 0        |
| 14 juin 2014 | 2014               | Chris Algieri        | États-Unis             | WBO                           | 0        |
| Chris Algieri perd contre Manny Pacquiao pour le titre WBO des poids welters le 22 novembre 2014. Sa ceinture des poids super-légers sera par la suite déclarée vacante.                                      |                    |                      |                        |                               |          |
| 18 avril 2015 | 23 juillet 2016    | Terence Crawford     | États-Unis             | WBO                           | 3        |
| 18 juillet 2015 | 4 novembre 2015    | César René Cuenca    | Argentine              | IBF                           | 0        |
| 3 octobre 2015 | 31 mars 2016       | Adrien Broner        | États-Unis             | WBA                           | 0        |
| Broner échoue à respecter la limite de poids autorisée la veille de son combat contre Ashley Theophane. Le titre est déclaré vacant le 31 mars 2016.                                                          |                    |                      |                        |                               |          |
| 3 octobre 2015 | 23 juillet 2016    | Viktor Postol        | Ukraine                | WBC                           | 0        |
| 4 novembre 2015 | 3 décembre 2016    | Eduard Troyanovsky   | Russie                 | IBF                           | 2        |
| 28 mai 2016 | 15 avril 2017      | Ricky Burns          | Écosse                 | WBA                           | 1        |
| 23 juillet 2016 | 19 août 2017       | Terence Crawford     | États-Unis             | WBC & WBO                     | 3        |
| 3 décembre 2016 | 15 avril 2017      | Julius Indongo       | Namibie                | IBF                           | 1        |
| 15 avril 2017 | 19 août 2017       | Julius Indongo       | Namibie                | WBA & IBF                     | 0        |
| 19 août 2017 | 26 octobre 2017    | Terence Crawford     | États-Unis             | Unanime (WBA, WBC, IBF & WBO) | 0        |
| Terence Crawford est le premier boxeur à réunifier les 4 principales ceintures de la catégorie,. Il les laissera vacantes le 26 octobre 2017 pour poursuivre sa carrière en poids welters.                    |                    |                      |                        |                               |          |
| 4 novembre 2017 | 10 mars 2018       | Sergey Lipinets      | Russie                 | IBF                           | 0        |
| 10 mars 2018 | 15 avril 2018      | Mikey García         | États-Unis             | IBF                           | 0        |
| García laisse sa ceinture IBF vacante le 15 avril 2018 pour défendre son titre dans la catégorie de poids inférieure.                                                                                         |                    |                      |                        |                               |          |
| 10 mars 2018 | 27 avril 2019      | Kiryl Relikh         | Biélorussie            | WBA                           | 1        |
| 17 mars 2018 | 27 juillet 2019    | José Carlos Ramírez  | États-Unis             | WBC                           | 2        |
| 9 juin 2018 | 27 juillet 2019    | Maurice Hooker       | États-Unis             | WBO                           | 2        |
| 20 octobre 2018 | 18 mai 2019        | Ivan Baranchyk       | Biélorussie            | IBF                           | 0        |
| 27 avril 2019 | 26 octobre 2019    | Regis Prograis       | États-Unis             | WBA                           | 0        |
| 18 mai 2019 | 26 octobre 2019    | Josh Taylor          | Écosse                 | IBF                           | 1        |
| 27 juillet 2019 | 22 mai 2021        | José Carlos Ramírez  | États-Unis             | WBC & WBO                     | 1        |
| 26 octobre 2019 | 22 mai 2021        | Josh Taylor          | Écosse                 | WBA & IBF                     | 2        |
| 22 mai 2021 | 1er juillet 2022   | Josh Taylor          | Écosse                 | Unanime (WBA, WBC, IBF & WBO) | 1        |
| Taylor est destitué par la WBA le 14 mai 2022 puis laisse ses titres WBC et IBF vacants le 1er juillet et 24 août 2022.                                                                                       |                    |                      |                        |                               |          |
| 1er juillet 2022 | 10 juin 2023       | Josh Taylor          | Écosse                 | WBO                           | 0        |
| 20 août 2022 | 10 mai 2023        | Alberto Puello       | République dominicaine | WBA                           | 0        |
| Puello est déclaré champion au repos le 10 mai 2023 à la suite d'un test antidopage positif. |                    |                      |                        |                               |          |
| 26 novembre 2022 | 9 décembre 2023    | Regis Prograis       | États-Unis             | WBC                           | 1        |
| 25 février 2023 | 15 juin 2024       | Subriel Matías       | Porto Rico             | IBF                           | 1        |
| 13 mai 2023 | 30 mars 2024       | Rolando Romero       | États-Unis             | WBA                           | 0        |
| 10 juin 2023 | En cours           | Teófimo López        | États-Unis             | WBO                           |          |
| 9 décembre 2023 | 24 juin 2024       | Devin Haney          | États-Unis             | WBC                           | 0        |
| Haney est déclaré champion au repos le 24 juin 2024, laissant de facto son titre WBC vacant. |                    |                      |                        |                               |          |
| 30 mars 2024 | 3 août 2024        | Isaac Cruz           | Mexique                | WBA                           | 0        |
| 15 juin 2024 | 7 décembre 2024    | Liam Paro            | Australie              | IBF                           | 0        |
| 3 août 2024 | En cours           | José Valenzuela      | États-Unis             | WBA                           |          |
| 7 décembre 2024 | En cours           | Richardson Hitchins  | États-Unis             | IBF                           |          |
| 1er mars 2025 | 12 juillet 2025    | Alberto Puello       | République dominicaine | WBC                           | 0        |
| 12 juillet 2025 |                    | Subriel Matías       | Porto Rico             | WBC                           |          |